# Italijanska kampanja (1943–1945)
Italijanska kampanja je ime za glavni del invazije na Italijo med letoma 1943-45: gre za vojaško operacijo Zaveznikov, ki je v bistvu predpostavljala nevtralizacijo Italije kot prvo fazo napada na Nemčijo. Kot je razvidno iz angleške sopomenke za to kampanjo, to je osvoboditev Italije, so Zavezniki upoštevali operacijo predvsem kot rešitev Italijanov izpod fašističnega režima.
Kampanja se je začela 10. junija 1943 in se je zaključila po propadu Gotske linije 27. aprila 1945, ko se je predala glavnina nemške vojske. Uradni zaključek operacije se postavlja na 2. maj 1945, ko je začela uradno veljati predaja. Zaradi sovpadanja datumov se zato večkrat istoveti italijansko kampanjo z invazijo na Italijo, kar je pa samo prikrivanje dejstva, da ni šlo samo za vojaško kampanjo proti nacifašističnim silam, temveč predvsem za invazijo, ki je dovolila zavezniško hegemonijo v Sredozemlju.

## Zavzetje Sicilije
Izkrcanje na Siciliji je bilo organizirano z operacijami Corkscrew, Husky in Ladbroke. Corkscrew je pomenila zavzetje sicilskih otokov Pantelleria, Lampedusa, Linosa in Lampione. Husky je predvidevala izkrcanje Sedme ameriške armade in Osme britanske armade na jugovzhodnih obalah Sicilije, od koder bi Američani napredovali proti severozahodu do zavzetja Palerma, medtem ko bi Britanci prodrli na sever do Messine. Operacija Ladbroke je bil zračni napad Britancev za zavzetje mesta Sirakuze. Pri vseh treh operacijah so se Italijani več ali manj uspešno zoperstavili invaziji, kmalu pa so tudi Nemci poslali izdatno pomoč. Kljub temu so bili Zavezniki v premoči: po 38 dneh bojev in umiku nemških čet so se Italijani predali.

## Zavzetje Apeninskega polotoka
Po osvojitvi Sicilije so se Britanci 3. septembra 1943 izkrcali v Reggio Calabria (Operacija Baytown) in dne 9. septembra v Tarantu (Operacija Slapstick), Američani pa 9. septembra v Salernu (Operacija Avalanche). S temi operacijami se je začelo prodiranje proti severu, ki je proti predvidevanjem zahtevalo še poldrugo leto bojev.

### Prve operacije na polotoku
3. septembra 1943 se je začela operacija Baytown, to je izkrcanje čet na polotoku kljub neuporabnosti mesinskega terminala, ki so ga Nemci ob svojem umiku onesposobili. General Montgomery je s svojo vojsko odplul iz raznih manjših obalnih krajev in po bombardiranju obale med Reggio Calabria in Villa San Giovanni brez problemov pristal na celinskih obalah. Ni naletel na večji odpor, saj so umikajoči se Nemci raje uporabili taktiko požgane zemlje, preostale lokalne sile pa so končale pod bombami.
8. septembra sta po pogajanjih med italijansko vlado in zavezniki Eisenhower in Badoglio skoraj istočasno napovedala podpis premirja. V odgovor so Nemci hitro prevzeli nadzor nad situacijo v Italiji in se pripravili, da ustavijo zavezniško napredovanje južno od Lacija.
Po dogovoru z Badogliom se je ameriška peta armada pod poveljstvom generala Marka Clarka 8. in 9. septembra izkrcala v Salernu. Operacija Avalanche je predvidevala izkrcanje v Salernskem zalivu in napredovanje proti Neaplju, a so jih Nemci zaustavili že na obali. Zavezniške sile so ostale deset dni na svojih položajih in tako dosegle Neapelj šele 1. oktobra, dan po odhodu zadnjih nemških čet.
Istočasno je potekala operacija Slapstick: 9. septembra je zavezniška mornarica pod poveljstvom admirala Cunninghama neposredno izkrcala prvo britansko zračno divizijo v pristanišču Taranto. Operacija je potekala s sodelovanjem italijanskih sil, ki so pospremile zavezniške ladje skozi minirani zaliv do obale. Umikajoči se Nemci so le malo vplivali na napredovanje Zaveznikov, ki so tako že v naslednjih dneh zasegli Bari in Brindisi.

### Padec Mussolinija
Medtem ko so se boji na jugu Italije nadaljevali, je 24. julija 1943 italijanski parlament na izrednem zasedanju izglasoval nezaupnico Benitu Mussoliniju, zaradi česar je bil ta odstavljen z mesta voditelja države, po ukazu kralja Viktorja Emanuela III. pa so ga zaprli v pripor. Maršal Badoglio je ob sestavljanju nove vlade izjavil, da namerava nadaljevati vojno, čeprav je v resnici že iskal način, kako Italijo popeljati iz vojne. 
Mussolini je bil zaprt v hišnem priporu v hotelu v Abrucih, a so ga 12. septembra Nemci pod poveljstvom Otta Skorzenyja rešili in odpeljali na sever Italije. 
Mesec kasneje, 13. oktobra, je Italija napovedala vojno Nemčiji. Začela so se pogajanja z Zavezniki glede predaje. 

### Napredovanje proti severu
V italijanski kampanji se je konstantno ponavljala taktika nemškega umika in zabarikadiranja za prej pripravljenimi obrambnimi linijami, katere so nato Zavezniki napadali do uničenja. Tako napredovanje je bilo zelo počasno in težavno, predvsem pa je zahtevalo veliko žrtev in je povzročilo ogromno materialno škodo. Nemci so očitno zelo dobro poznali geografske značilnosti Apeninskega polotoka in so izrabili vsako naravno zapreko pri načrtovanju obrambe. V ta namen so po vsej Italiji pripravili kar 12 sistemov, in sicer: Albert, Barbara, Bernhardt, Caesar, Etna, Goten, Gustav, Halla, Hitler, Theoderich, Vallo Ligure, Volturno. Najdlje je zdržala zadnja pregrada, Gotska linija, pred katero bi morali napadalci prečkati reko Pad in vso Padsko nižino, kar pa je zaradi obilnega deževja in močvirnatih tal za šest mesecev ustavilo vsako napredovanje. Ko so Zavezniki predrli to zadnjo nemško obrambo, je Mussolini uvidel poraz in se je hotel umakniti v Švico, a so ga pripadniki italijanskega odporniškega gibanja prestregli in ga usmrtili.
2. maja 1945 so Nemci v Caserti podpisali brezpogojno predajo. 

## Posledice in izgube
Zavezniška invazija je privedla do padca Mussolinija in nastanka nove vlade pod vodstvom maršala Badoglia, ki je 8. septembra 1943 podpisala premirje z Zavezniki, s čimer je Kraljevina Italija postala “sobojevnik” na strani Zaveznikov. V odgovor so nemške sile okupirale celotno Italijo; za upravljanje okupiranega ozemlja je Mussolini ustanovil kolaboracionistično marionetno državo, Italijansko socialno republiko (RSI), ki se je še naprej borila ob Nemcih. Medtem se je naglo večalo vseitalijansko odporniško gibanje tako proti nemškemu okupatorju kot proti fašističnemu režimu; to obdobje je znano kot italijanska državljanska vojna. Aprila 1945 so Mussolinija ujeli italijanski partizani in ga po hitrem postopku usmrtili.
Italijanska kampanja je bila prvi in najdaljši del invazije Zaveznikov na Italijo, ki se je nato nadaljevala proti vzhodu do zasedbe Trsta. Od vseh kampanj na zahodni fronti druge svetovne vojne je bila tista, ki je zahtevala največ smrtnih žrtev na obeh straneh konflikta. Med spopadom sta utrpeli veliko škodo tudi neodvisni državi San Marino in Vatikan, obe obdani z italijanskim ozemljem.
Glavni udeleženci kampanje so bili Zavezniki, Nemci, Kraljevina Italija, Italijanska socialna republika in italijansko odporniško gibanje. Za vsakega od teh akterjev so bile posledice drugačne, pa tudi vsak od njih drugače ocenjuje izgube v dolgotrajnem spopadu.
Zavezniške ocene so: na zavezniški strani med 358.295 in 376.637 žrtev, 8911 uničenih letal in 3377 uničenih oklepnikov; na nemško-italijanski strani med 1.549.590 in 1.793.570 žrtev, 4500 uničenih letal, 152.940 civilnih žrtev.
Nemške ocene so: na zavezniški strani okoli 203.000 žrtev, na nemško-italijanski strani okoli 335.000 žrtev, vsaj 87.000 civilnih žrtev vsled bombardiranja.
Današnje italijanske ocene, ki se pa večinoma sklicujejo na zavezniške vire, so: na zavezniški strani okoli 313.000 žrtev in okoli 8000 uničenih letal; na strani osi okoli 506.000 žrtev na bojiščih; na italijanski strani okoli 64.000 civilnih žrtev vsled bombardiranja, okoli 10.000 civilnih žrtev nemških in fašističnih represalij, okoli 35.000 žrtev med partizani,, okoli 3100 civilnih smrtnih žrtev vsled posilstva. 